# Tetrahidrofurán
A tetrahidrofurán (THF) egy szerves vegyület. Gyűrűs éter, a heterociklusos vegyületek közé tartozik. Színtelen folyadék, a szaga a dietil-éteréhez hasonló. Korlátlanul elegyedik vízzel, alkohollal és szénhidrogénekkel. Gyakorlati jelentősége nagy, főként oldószerként alkalmazzák.

## Kémiai tulajdonságai
A dietil-éterhez hasonlóan peroxidok képzésére hajlamos, amelyek robbanásveszélyes vegyületek. Peroxidok akkor képződnek, ha a tetrahidrofurán hosszabb ideig áll levegőn.

## Előállítása
A tetrahidrofurán 1,4-butándiolból nyerhető vízelvonással. Az 1,4-butándiolt formaldehidből és acetilénből állítják elő, a két vegyület reakciójakor keletkező vegyület (1,4-butindiol) hidrogénezésével állítják elő.
Egy másik gyártásmódja furfurolból indul ki, ami mezőgazdasági hulladéktermékekből állítható elő. A furfurolt először furánná alakítják (dekarbonilezik), majd a furánt alakítják katalitikus hidrogénezéssel tetrahidrofuránná.
Körülbelül 200 kt THF-t állítanak elő évente.

## Felhasználása
Felhasználása sokrétű, erős savak jelenlétében lineáris poli-tetraetilén-éter-glikollá (PTMEG) polimerizálódik. A PTMEG-et elsősorban elasztomer poliuretán szálak előállítására használják. A THF oldószerként különböző polaritású kémiai vegyületek széles skáláját képes feloldani, így vált a THF a PVC, a kaucsuk, a polisztirol, a cellulózészterek és a lakkok ipari oldószerévé.
A vizzel elegyítve THF-et növeli a glikánok hidrolízisét biomasszában és ezáltal feloldja a biomassza-lignin nagy részét. Az ilymódon előkezelt biomassza alkalmas megújuló platform molekulák és cukrok előállításához. 
A THF-et oldószerként használják a 3D nyomtatásban is, amennyiben a nyomtatáshoz PLA műanyagokat használnak. 
A közelmúltban a THF-et társoldószerként használják a lítium-fém akkumulátorokhoz, mivel segít stabilizálni a fémanódot. 
Iparilag gyakran használják fém alkatrészek zsírtalanítására is.
A Grignard-reakciókban is alkalmazzák oldószerként dietil-éter helyett. Felhasználható más vegyületek, például a pirrolidin előállítására is.